# Choc en retour (film, 1962)
Pour les articles homonymes, voir Choc en retour.
Pour plus de détails, voir Fiche technique et Distribution.
Choc en retour (I Thank a Fool) est un film britannique réalisé par Robert Stevens, sorti en 1962.

## Fiche technique
- Titre : Choc en retour
- Titre original : I Thank a Fool
- Réalisation : Robert Stevens
- Scénario : Karl Tunberg d'après un roman de Audrey Erskine-Lindop
- Production : Anatole de Grunwald et Roy Parkinson (producteur associé)
- Société de production : De Grunwald Productions et Metro-Goldwyn-Mayer British Studios
- Société de distribution : Metro-Goldwyn-Mayer
- Musique : Ron Goodwin
- Photographie : Harry Waxman
- Montage : Frank Clarke
- Création des décors : Sean Kenny
- Décorateur de plateau : Pamela Cornell
- Costumes : Elizabeth Haffenden et Dora Lloyd
- Pays d'origine :  Royaume-Uni
- Langue : Anglais
- Format : Couleur (Metrocolor) - Son : Mono (Westrex Recording System)
- Genre : Drame
- Durée : 100 minutes
- Dates de sortie : 
  - Royaume-Uni : janvier 1962
  - États-Unis : 14 septembre 1962

## Distribution
- Susan Hayward  (V.F : Claire Guibert) : Christine Allison
- Peter Finch  (V.F : Jean-Claude Michel) : Stephen Dane
- Diane Cilento : Dane
- Cyril Cusack : Capitaine Ferris
- Kieron Moore (V.F : Georges Aminel) : Roscoe
- Richard Wattis : Ebblington
- Athene Seyler  (V.F : Marie Francey) : Tante Esther
- Miriam Karlin : Une femme au Black Maria
- Laurence Naismith : O'Grady
- J.G. Devlin : Coroner
- Clive Morton  (V.F : Lucien Bryonne) : Juge
- Richard Leech: Le docteur irlandais
- Brenda De Banzie : Infirmière Drew
- Peter Vaughan  (V.F : Albert Augier) : Inspecteur de police
- et la voix de Michele Bardollet(Fille dans le fourgon cellulaire)

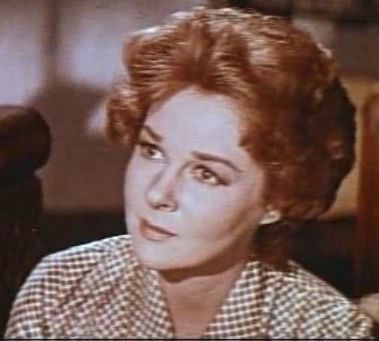
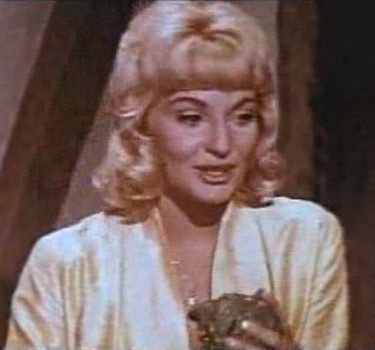
Diane Cilento
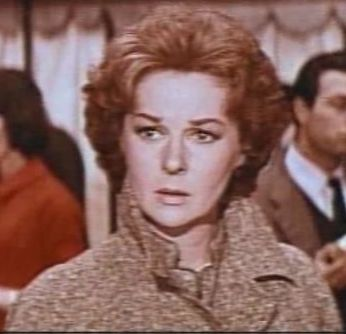